# Aristolochia parvifolia
Aristolochia parvifolia là một loài thực vật có hoa trong họ Aristolochiaceae. Loài này được Sm. mô tả khoa học đầu tiên năm 1816.